# Faisal bin Hamad Al Khalifa
Faisal bin Hamad Al Khalifa (Riffa, 12 febbraio 1991 – Zallaq, 12 gennaio 2006) è stato uno sceicco bahreinita.

## Biografia
Lo sceicco Faisal nacque nel 1991 al palazzo Al-Sakhir di Riffa, primogenito di Hamad e di Hessa bint Faisal Al Marri. Morì in un incidente automobilistico un mese prima di compiere 15 anni, nel 2006, e fu tumulato nel cimitero Al Rifa'a.

## Cariche
- Presidente Onorario della Bahrain Disabled Sports Federation.[1]

## Titoli e trattamento
- 12 febbraio 1991 - 12 gennaio 2006: Sua Altezza, lo sceicco Faisal bin Hamad Al Khalifa

## Ascendenza
|                              |                               |                                          | Genitori                     |  |  | Nonni |  |  | Bisnonni                    |  |  | Trisnonni                |  |
|                              |                               |                                          |                              |  |  |       |  |  | Salman ibn Hamad Al Khalifa |  |  | Hamad ibn Isa Al Khalifa |  |
|                              |                               |                                          |                              |  |  |       |  |  | Salman ibn Hamad Al Khalifa |  |  | Hamad ibn Isa Al Khalifa |  |
|                              |                               | Una figlia di Salman bin Duaij Al Jalifa |                              |  |  |       |  |  | Salman ibn Hamad Al Khalifa |  |  |                          |  |
| Isa bin Salman Al Khalifa    |                               |                                          |                              |  |  |       |  |  | Salman ibn Hamad Al Khalifa |  |  |                          |  |
|                              |                               | Mouza bint Hamad Al Khalifa              | Hamad bin Isa Al Jalifa      |  |  |       |  |  |                             |  |  |                          |  |
|                              |                               | Mouza bint Hamad Al Khalifa              | Hamad bin Isa Al Jalifa      |  |  |       |  |  |                             |  |  |                          |  |
|                              |                               | Mouza bint Hamad Al Khalifa              | ...                          |  |  |       |  |  |                             |  |  |                          |  |
| Hamad bin Isa Al Khalifa     |                               | Mouza bint Hamad Al Khalifa              |                              |  |  |       |  |  |                             |  |  |                          |  |
|                              |                               | Salman bin Ibrahim Al Khalifa            | Hamad bin Abdullah Al Jalifa |  |  |       |  |  |                             |  |  |                          |  |
|                              |                               | Salman bin Ibrahim Al Khalifa            | Hamad bin Abdullah Al Jalifa |  |  |       |  |  |                             |  |  |                          |  |
|                              |                               | Salman bin Ibrahim Al Khalifa            | ...                          |  |  |       |  |  |                             |  |  |                          |  |
| Hessa bint Salman Al Khalifa |                               | Salman bin Ibrahim Al Khalifa            |                              |  |  |       |  |  |                             |  |  |                          |  |
|                              |                               | ...                                      | ...                          |  |  |       |  |  |                             |  |  |                          |  |
|                              |                               | ...                                      | ...                          |  |  |       |  |  |                             |  |  |                          |  |
|                              |                               | ...                                      | ...                          |  |  |       |  |  |                             |  |  |                          |  |
| Faisal bin Hamad Al Khalifa  |                               | ...                                      |                              |  |  |       |  |  |                             |  |  |                          |  |
|                              | Muhammad bin Shuraim Al Marri | ...                                      |                              |  |  |       |  |  |                             |  |  |                          |  |
|                              | Muhammad bin Shuraim Al Marri | ...                                      |                              |  |  |       |  |  |                             |  |  |                          |  |
|                              | Muhammad bin Shuraim Al Marri | ...                                      |                              |  |  |       |  |  |                             |  |  |                          |  |
| Faisal bin Muhammad Al Marri | Muhammad bin Shuraim Al Marri |                                          |                              |  |  |       |  |  |                             |  |  |                          |  |
|                              |                               | ...                                      | ...                          |  |  |       |  |  |                             |  |  |                          |  |
|                              |                               | ...                                      | ...                          |  |  |       |  |  |                             |  |  |                          |  |
|                              |                               | ...                                      | ...                          |  |  |       |  |  |                             |  |  |                          |  |
| Hessa bint Faisal Al Marri   |                               | ...                                      |                              |  |  |       |  |  |                             |  |  |                          |  |
|                              |                               | ...                                      | ...                          |  |  |       |  |  |                             |  |  |                          |  |
|                              |                               | ...                                      | ...                          |  |  |       |  |  |                             |  |  |                          |  |
|                              |                               | ...                                      | ...                          |  |  |       |  |  |                             |  |  |                          |  |
| ...                          |                               | ...                                      |                              |  |  |       |  |  |                             |  |  |                          |  |
|                              |                               | ...                                      | ...                          |  |  |       |  |  |                             |  |  |                          |  |
|                              |                               | ...                                      | ...                          |  |  |       |  |  |                             |  |  |                          |  |
|                              |                               | ...                                      | ...                          |  |  |       |  |  |                             |  |  |                          |  |
|                              |                               | ...                                      |                              |  |  |       |  |  |                             |  |  |                          |  |